# Benjamin Maiyo

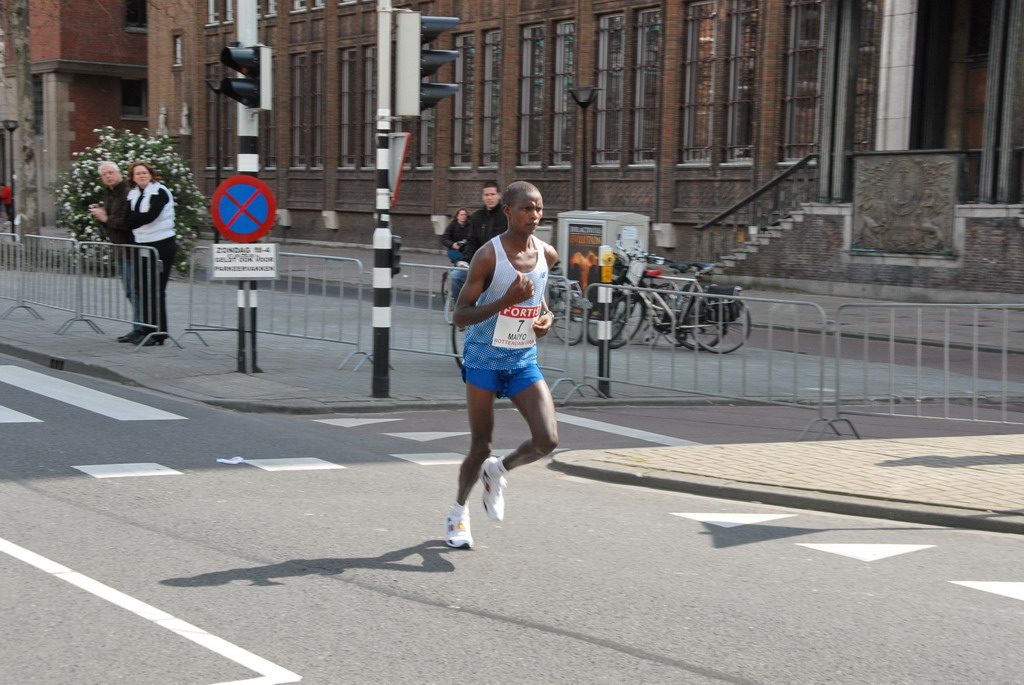
Benjamin Maiyo beim Rotterdam-Marathon 2008

Benjamin Maiyo (* 6. Oktober 1978) ist ein kenianischer Langstreckenläufer, der sich auf den Marathon spezialisiert hat.
Bei den Leichtathletik-Weltmeisterschaften 1999 in Sevilla wurde er Siebter im 10.000-Meter-Lauf. 2002 holte er bei den Afrikameisterschaften über dieselbe Distanz Bronze.
2005 wurde er Zweiter beim Los-Angeles-Marathon in 2:09:44 und Zweiter beim Chicago-Marathon in 2:07:11. Auch beim Boston-Marathon 2006 belegte er den zweiten Platz.
2007 wurde er Sechster in Boston und Fünfter in Chicago.
Maiyo wird vom deutschen Trainer Dieter Hogen betreut. Sein Onkel ist der ehemalige 1500-Meter-Läufer und Olympiavierte Joseph Chesire. Maiyo ist verheiratet und hat zwei Kinder. Er ist bei der kenianischen Polizei angestellt und besitzt eine kleine Farm.